# Naim
Naim eller Na'im är ett mansnamn. Namnet förekommer i Kosovo, Turkiet och andra muslimska länder, samt länder med invandring därifrån. Dess kvinnliga motsvarigheter är  Naemi och Naima. Naim förekommer också som efternamn. Det finns flera artiklar med namnet:

## Förnamn
- Naim Frashëri, albansk författare
- Naim Frashëri (skådespelare)
- Naim Terbunja
- Naim Süleymanoğlu

## Efternamn
- Yael Naim, israelisk sångerska
- Dar Naim